# Color Theory (альбом Soccer Mommy)
| Совокупная оценка | Совокупная оценка |
| Источник          | Оценка            |
| ----------------- | ----------------- |
| AnyDecentMusic?   | 8.0/10            |
| Metacritic        | 81/100            |
| Оценки критиков   |                   |
| Источник          | Оценка            |
| AllMusic          | [ 3 ]             |
| Exclaim!          | 9/10              |
| The Guardian      | [ 5 ]             |
| The Independent   | [ 6 ]             |
| Mojo              | [ 7 ]             |
| NME               | [ 8 ]             |
| Pitchfork         | 7.8/10            |
| Q                 | [ 10 ]            |
| The Times         | [ 11 ]            |
| Uncut             | 8/10              |
| Rolling Stone     | [ 13 ]            |

Color Theory — второй студийный альбом американской певицы и автора-исполнителя Soccer Mommy (настоящее имя Софи Эллисон), вышедший 28 февраля 2020 года на лейбле Loma Vista Recordings.

## История
Альбом получил положительные отзывы музыкальной критики и интернет-изданий: Metacritic (81 из 100 баллов).

## Список композиций
Все песни написаны Sophie Allison.
| №                   | Название                          | Длительность |
| ------------------- | --------------------------------- | ------------ |
| 1.                  | «Bloodstream»                     | 5:37         |
| 2.                  | «Circle the Drain»                | 4:40         |
| 3.                  | «Royal Screwup»                   | 4:07         |
| 4.                  | «Night Swimming»                  | 4:16         |
| 5.                  | «Crawling in My Skin»             | 4:17         |
| 6.                  | «Yellow Is the Color of Her Eyes» | 7:15         |
| 7.                  | «Up the Walls»                    | 2:44         |
| 8.                  | «Lucy»                            | 4:56         |
| 9.                  | «Stain»                           | 3:00         |
| 10.                 | «Gray Light»                      | 3:16         |
| Общая длительность: | Общая длительность:               | 44:08        |

## Чарты
| Чарт (2020)                       | Высшая позиция |
| --------------------------------- | -------------- |
| Шотландия (Scottish Albums Chart) | 52             |
| США (Billboard 200)               | 142            |